# ليندا سوخولو
ليندا سوخولو (بالإنجليزية: Linda Sokhulu)‏ هي مُمثلة جنوب أفريقية. رُشحت سنة 2014 للتنافُس على نيل جائزة الأكاديمية الأفريقية للأفلام لأفضل ممثلة في دور رئيسي في إطار حفل توزيع جوائز الأكاديمية الأفريقية للأفلام العاشر عن دورها في فيلم «إيسيدينغو» (بالإنجليزية: Isidingo)‏.

## روابط خارجية
ليندا سوخولو على موقع IMDb (الإنجليزية)
- ليندا سوخولو على موقع قاعدة بيانات الفيلم (الإنجليزية)